# Гетман, Андрей Лаврентьевич
Андре́й Лавре́нтьевич Ге́тман (22 сентября (5 октября) 1903, село Клепалы, Путивльский уезд, Курская губерния, ныне Бурынский район, Сумская область, Украина — 8 апреля 1987, Москва) — советский военный деятель, Генерал армии (13 апреля 1964). Герой Советского Союза (7 мая 1965).
Кандидат в члены ЦК КПСС с 1961 по 1976 годы. Депутат Верховного Совета СССР 5—8-го созывов.

## Биография
Родился 22 сентября (5 октября) 1903 года в селе Клепалы Путивльского уезда Курской губернии (ныне Бурынского района Сумской области) в семье крестьянина.
Окончил 4-классную сельскую школу в Клепалах в 1915 году, после чего более 4 лет работал чернорабочим на сахарном заводе и на железнодорожной станции Ворожба.

### Военная служба

#### Довоенное время
В октябре 1924 года был призван в ряды РККА и направлен на учёбу в школу червоных старшин имени ВУЦИК, после окончания которой в сентябре 1927 года был назначен на должность командира взвода, а затем — на должность командира роты в составе 130-го Богунского стрелкового полка (44-я стрелковая дивизия, Украинский военный округ).
В 1927 году вступил в ряды ВКП(б).
В мае 1929 года был назначен на должность помощника начальника 1-го отделения и порученца 44-й стрелковой дивизии, а затем исполнял должность заведующего военным кабинетом Дома Красной армии Житомирского гарнизона. В марте 1930 года был назначен на должность курсового командира Школы червоных старшин в городе Кривой Рог, а в октябре 1931 года — на должность начальника полковой школы Криворожского стрелкового полка Криворожской стрелковой дивизии.
В феврале 1933 года был направлен на учёбу в Военную академию механизации и моторизации РККА, после окончания которой с июня 1937 года исполнял должность начальника 5-го отделения штаба 7-го механизированного корпуса, с февраля 1938 года временно исполнял должность командира, а с мая того же года — начальника штаба 31-й механизированной бригады. В августе 1938 года участвовал в боевых действиях на озере Хасан.
В сентябре 1939 года был назначен на должность помощника командира 2-й отдельной механизированной бригады (1-я Краснознамённая армия), после чего принимал участие в боевых действиях на Халхин-Голе.
В ноябре 1940 года был назначен на должность командира 45-й отдельной лёгкой танковой бригады, 11 марта 1941 года — на должность командира 27-й танковой дивизии (17-й механизированный корпус), а 26 марта — на должность начальника штаба 30-го механизированного корпуса (Дальневосточный фронт).

#### Великая Отечественная война
15 августа 1941 года был назначен на должность командира формирующейся городе Ворошилов 112-й танковой дивизии, которая вскоре была передислоцирована и включена в состав Западного фронта, где вскоре принимала участие в битве под Москвой. 25 ноября 1941 года дивизия получила приказ во взаимодействии с другими частями РККА нанести контрудар по частям противника южнее Каширы. Во время контрнаступления Западного фронта дивизия принимала участие в Калужской фронтовой наступательной операции, она была включена в состав подвижной группы, направленной в прорыв и предпринявшей глубокий рейд на Калугу. 21 декабря подвижная группа ворвалась в город и удерживала его в уличных боях до подхода основных сил армии и полного освобождения города 30 декабря. 3 января 1942 года 112-я танковая дивизия была преобразована в 112-ю танковую бригаду, полковник А. Л. Гетман продолжал командовать бригадой до 19 апреля 1942 года.
В апреле 1942 года генерал-майор танковых войск А. Л. Гетман был назначен на должность командира 6-го танкового корпуса, который принимал участие в первой Ржевско-Сычёвской, второй Ржевско-Сычёвской, Старорусской наступательный операциях и в Курской битве. В октябре 1943 года 6-й танковый корпус за проявленные личным составом героизм и отвагу, стойкость, мужество, организованность и умелое выполнение боевых задач был преобразован в 11-й гвардейский танковый корпус, который вскоре принимал участие в Житомирско-Бердичевской, Корсунь-Шевченковской, Проскуровско-Черновицкой и Львовско-Сандомирской наступательных операциях. За отличия при ведении боевых действий в Карпатах и выход к государственной границе 11-му гвардейскому танковому корпусу было присвоено почётное звание «Прикарпатский».
В августе 1944 года А. Л. Гетман был назначен на должность заместителя командующего 1-й гвардейской танковой армией, которая принимала участие в Варшавско-Познанской, Восточно-Померанской и Берлинской наступательных операциях.
За время войны 20 раз персонально упоминался в приказах Верховного Главнокомандующего СССР И. В. Сталина.

#### Послевоенная карьера
В июле 1945 года генерал-лейтенант танковых войск А. Л. Гетман был назначен на должность заместителя командующего по бронетанковым и механизированным войскам Уральского военного округа, в июле 1946 года — на должность командующего бронетанковыми и механизированными войсками Уральского военного округа, а в ноябре 1946 года — на должность командующего бронетанковыми и механизированными войсками Закавказского военного округа.
С января 1949 года — начальник штаба, он же заместитель командующего бронетанковыми и механизированными войсками Вооружённых сил СССР. С января 1954 года — начальник штаба, затем заместитель начальника бронетанковых войск, в апреле 1956 года назначен на должность командующего Отдельной механизированной армией, в июне 1957 года — на должность командующего 1-й отдельной армией Киевского военного округа, в апреле 1958 года — на должность командующего войсками Прикарпатского военного округа, а в июне 1964 года — на должность председателя Центрального Комитета ДОСААФ СССР.
Указом Президиума Верховного Совета СССР от 7 мая 1965 года «за умелое руководство войсками, мужество, отвагу и героизм, проявленные в борьбе с немецко-фашистскими захватчиками, и в ознаменование 20-летия победы советского народа в Великой Отечественной войне 1941—1945 гг.» генералу армии Гетману Андрею Лаврентьевичу присвоено звание Героя Советского Союза с вручением ордена Ленина и медали «Золотая Звезда». Инициатором присвоения звания Героя стал боевой товарищ Гетмана тогда генерал-полковник А. Х. Бабаджанян.
В январе 1972 года стал военным инспектором-советником Группы генеральных инспекторов Министерства обороны СССР.
Жил в Москве на 4-й Тверской-Ямской улице, 10; затем — в «Генеральском доме» (Ленинградский проспект, 75).
Умер 8 апреля 1987 года в Москве. Похоронен на Новодевичьем кладбище (автор надгробия — архитектор Е. Ефремов).

## Награды
- Герой Советского Союза (07.05.1965, медаль «Золотая Звезда» № 10683)[9];
- Пять орденов Ленина (10.01.1944[12], 15.11.1950, 04.10.1963[13], 07.05.1965[9], 04.10.1983[14]);
- Орден Октябрьской Революции (04.10.1973)[15];
- Шесть орденов Красного Знамени (12.04.1942[16], 03.11.1944[17], 29.05.1945[18], 28.01.1954, 24.06.1954, 22.02.1968);
- Орден Суворова 2-й степени (27.08.1943);
- Орден Богдана Хмельницкого 2-й степени (29.05.1944);
- Орден Отечественной войны 1-й степени (11.03.1985);
- Орден Красной Звезды (17.11.1939)[19];
- Орден «За службу Родине в Вооружённых Силах СССР» 3-й степени (30.04.1975);
- Медали;
- Почётное оружие с золотым изображением Государственного герба СССР (22.02.1968)[20];
- знак «50 лет пребывания в КПСС»;
- Иностранные награды:
  - Орден Британской империи степени рыцаря-командора (Великобритания, 15.11.1944);
  - Орден Белого Льва «За Победу» (Чехословакия);
  - Офицерский крест ордена Возрождения Польши (Польша, 06.10.1973);
  - Боевой орден «За заслуги перед народом и Отечеством» в золоте (ГДР, 08.05.1975);
  - Орден Сухэ-Батора (Монголия);
  - Орден «За боевые заслуги» (Монголия, 06.07.1971);
  - Орден Красного Знамени (Монголия);
  - Орден Тудора Владимиреску 1-й степени (Румыния, 24.10.1969);
  - Орден «Защита Отечества» 2-й степени (Румыния);
  - Орден Народной Республики Болгария II степени (Болгария, 14.09.1974);
  - Дукельская памятная медаль (ЧССР);
  - Медаль «За укрепление дружбы по оружию» в золоте (ЧССР);
  - Медаль «За освобождение от фашистского ига» (Румыния);
  - Медаль «Китайско-советская дружба» (КНР);
  - Медаль «100 лет со дня рождения Георгия Димитрова» (Болгария);
  - Медаль «40 лет Победы над гитлеровским фашизмом» (Болгария, 16.05.1985);
  - Медаль «20-я годовщина Революционных Вооруженных сил Кубы» (Куба, 1976);
  - Медаль «30 лет Халхин-Гольской Победы» (Монголия, 15.08.1969);
  - Медаль «50 лет Монгольской Народной Армии» (Монголия, 15.03.1971);
  - Медаль «50 лет Монгольской Народной Революции» (Монголия, 16.12.1971);
  - Медаль «30 лет Победы над милитаристской Японией» (Монголия, 1975);
  - Медаль «40 лет Халхин-Гольской Победы» (Монголия, 26.11.1979);
  - Медаль «60 лет Вооружённым силам МНР» (Монголия, 1981).
  - Знак «Участнику боёв у Халхин-Гола»

## Воинские звания
- старший лейтенант (13.01.1936);
- капитан (7.06.1937);
- майор (9.02.1938);
- подполковник (8.10.1940);
- полковник (9.12.1940);

Памятник на могиле А. Л. Гетмана на Новодевичьем кладбище Москвы.

- генерал-майор танковых войск (30.05.1942);
- генерал-лейтенант танковых войск (21.08.1943);
- генерал-полковник танковых войск (3.08.1953);
- генерал армии (13.04.1964).

## Мнения современников
«Вернувшись из госпиталя, я принимал 11-й гвардейский корпус у А. Л. Гетмана и поражался тому, как Андрей Лаврентьевич знает личный состав всего соединения. Он мог часами рассказывать не только о комбриге, но и рядовом механике-водителе. Вот у кого стоило учиться быть командиром и воспитателем подчинённых».
— Главный маршал бронетанковых войск А. Х. Бабаджанян.

## Память
- Почётный гражданин Калуги (24.12.1966), Тулы (1966), Черновцов (1969), Ясногорска (Тульская область; 30.03.1999).
- Именем Андрея Лаврентьевича Гетмана названа улица в городе Черновцы (Украина).

## Семья
- Жена — Ольга Ивановна (1908—1972), врач по профессии.
  - Дочь Эльвина (1932—1996), окончила исторический факультет МГУ, после чего работала в системе профтехобразования. Муж — Виктор Маркович Данилюк (1930—1993) — полковник, проходил службу в Генеральном штабе.
  - Сын Анатолий (1938—1967), военнослужащий.

## Сочинения
- Гетман А. Л. О воинском долге и солдатской службе. — М.: ДОСААФ, 1970. — 167 с.
- Гетман А. Л. Танки идут на Берлин. — М.: Наука, 1973. — 392 с. — (Вторая мировая война в исследованиях, воспоминаниях, документах). — 30 000 экз.
- Гетман А. Л. Генерал армии И. И. Гусаковский (К 70-летию со дня рождения) // Военно-исторический журнал. — 1974. — Декабрь (№ 12). — С. 118—122.
- Гетман А. Л. Воспитание мужества. — М.: ДОСААФ, 1979. — 223 с. — 100 000 экз.
- Гетман А. 112-я танковая дивизия в битве под Москвой // Военно-исторический журнал. — 1981. — Ноябрь (№ 11). — С. 49—52. — ISSN 0321-0626.
- Гетман А. Л. На острие танкового клина (К 80-летию со дня рождения генерала армии И. И. Гусаковского) // Военно-исторический журнал. — 1984. — Ноябрь (№ 11). — С. 86—89. — ISSN 0321-0626.